# Typhlodromus thailandicus
Typhlodromus thailandicus är en spindeldjursart som beskrevs av Ehara och Bhandhufalck 1977. Typhlodromus thailandicus ingår i släktet Typhlodromus och familjen Phytoseiidae. Inga underarter finns listade i Catalogue of Life.